# Wasserschlangen II
Wasserschlangen II ist ein Gemälde des österreichischen Malers Gustav Klimt aus dem Jahre 1907.

## Geschichte
Klimt begann das Werk 1904 und stellte es 1906 oder 1907 fertig. Es war ursprünglich im Auftrag von Jenny Steiner, der Tochter eines Wiener Industriellen, und gehörte ihr. Das Gemälde war das letzte einer Reihe von Werken, zu denen Bewegtes Wasser (1898), Medizin (1901), Goldfisch (1902) und Wasserschlangen I (1904) gehören, die alle Wassernymphen zum Gegenstand haben. Wie das erste Gemälde beschäftigt sich Wasserschlangen II mit der Sinnlichkeit des weiblichen Körpers und gleichgeschlechtlichen Beziehungen. 
Jenny Steiner musste 1938 aufgrund der Bedrohung durch die Nationalsozialisten von Wien nach Portugal fliehen. Danach wurde das Gemälde von den Machthabern konfisziert. Anfangs sollte es am 5. März 1940 im Wiener Dorotheum versteigert werden. Dann nahm Baldur von Schirach Wasserschlangen II aus der Auktion. Es wurde dem NS-Filmregisseur Gustav Ucicky übergeben, dem 1899 geborenen Sohn von Gustav Klimt und Maria Učická. Nach Kriegsende blieb das Gemälde in Ucickys Besitz und hing an einer Wand in seiner Wohnung in Wien. 1961 starb Ucicky und hinterließ das Gemälde seiner Frau Ursula. Während dieser Zeit galt es als verschollen.
Im Jahr 2012 bot Ursula Ucicky das Gemälde zum Verkauf an, wobei Sotheby’s als Makler fungierte. Da das Gemälde immer noch als gestohlene Kunst galt, musste Frau Ucicky mit den Erben von Jenny Steiner, der rechtmäßigen Eigentümerin des Gemäldes, eine Einigung erzielen, um eine Ausfuhrgenehmigung zu erhalten. Die Einigung, die von der Israelitischen Kultusgemeinde Wien vermittelt wurde, sah vor, dass der Erlös je zur Hälfte zwischen Ucicky und den Erben aufgeteilt würde. Im selben Jahr wurde das Gemälde für 112 Millionen Dollar an den Kunsthändler Yves Bouvier verkauft, was bedeutete, dass jede Partei rund 56 Millionen Dollar erhielt. Die Erben von Jenny Steiner gründeten mit ihrem Anteil des Erlöses die New Klimt Foundation.
Im Jahr 2013 verkaufte Bouvier das Gemälde für 183,3 Millionen Dollar an den russischen Milliardär Dmitry Rybolovlev, einen der größten privaten Kunstsammler der Welt. Rybolovlev behauptete später, Bouvier habe nicht offengelegt, dass er der Eigentümer des Gemäldes sei, sondern es stattdessen so dargestellt, als sei das Gemälde Eigentum eines Dritten, wodurch er angeblich den Verkaufspreis in die Höhe treiben konnte. Rybolovlev reichte erfolglos Klage gegen Bouvier ein. Im Jahr 2015 verkaufte Rybolowlew das Gemälde für 170 Millionen Dollar. Als Käuferin wird die Tochter des Emirs von Katar, Sheikha Al-Mayassa bint Hamad bin Khalifa Al-Thani (* 1983), Vorsitzende des Kuratoriums der Qatar Museums Authority in Doha angenommen.
Das Belvedere Museum in Wien und das Van Gogh Museum in Amsterdam haben das Gemälde ausgestellt. Von Oktober 2022 bis Februar 2023 wurde es im Rahmen der Ausstellung „Golden Boy – Gustav Klimt“ im Van Gogh Museum in Amsterdam ausgestellt. Ab Februar 2023 wurde es im Rahmen der Ausstellung „Klimt. Inspiriert von Van Gogh, Rodin, Matisse …“ im Belvedere Museum gezeigt.
Mit Stand von Dezember 2019 war es das sechstteuerste Gemälde der Welt und das teuerste je verkaufte Werk von Klimt.

## Beschreibung und Interpretation
Das Werk ist ein Ölgemälde auf Leinwand. Es zeigt eine Gruppe von vier nebeneinanderliegenden Frauen auf einem ornamental gestalteten Bildgrund. Die blonde und die rothaarige Frau – eine Rückenfigur – sind nackt und verdecken mit ihren Körpern zwei weitere, von denen die eine blond und die andere schwarzhaarig ist. Das Haar ist gelöst und fließt in weichen Wellen auf die Schultern, die Wangen sind gerötet, zwei haben den Mund leicht geöffnet. Zwei Frauen haben die Augen geschlossen. Die blonde Frau im Vordergrund, die einen Blumenstrauß in der Hand hält, schaut den Betrachter mit laszivem Blick an. Ein weiches Licht spielt auf den nackten Körpern und modelliert sie mit zarten, bläulichen und gelb-rötlichen Schatten.
Das Gemälde kann als Darstellung von Wassernymphen, mythischen Figuren, interpretiert werden, ein altes Thema in der bildenden Kunst. Es wurde aber auch als Darstellung einer lesbischen Orgie interpretiert. Dieser Interpretation zufolge verkleidete Klimt die Frauen als mythische Figuren, da gleichgeschlechtliche Beziehungen zu dieser Zeit nicht akzeptabel waren.